# Arditi (Sturmtruppen)

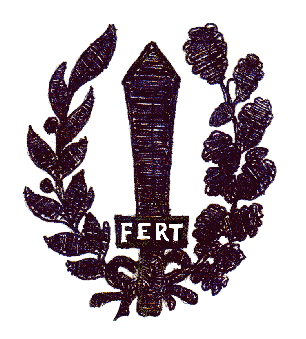
1917 eingeführtes Truppenemblem. Die mehrdeutige Abkürzung FERT kommt auch im Annunziatenorden vor.

Arditi (von italienisch ardito für „kühn“, „mutig“) war die Bezeichnung der italienischen Sturmtruppen, die im Ersten Weltkrieg als Untergattung der Infanterie entstanden. Nach dem Krieg entwickelten sich aus ihnen rechts- und linksextremistische paramilitärische Organisationen.

## Geschichte

### Erster Weltkrieg
Wie an anderen Fronten des Ersten Weltkrieges erkannte man auch in Italien, dass im Stellungskrieg die herkömmlichen Einsatzgrundsätze und Mittel der Infanterie in der Regel nicht ausreichten, um nennenswerte Erfolge zu erzielen. Maschinengewehre und Stacheldrahtverhaue sowie das gebirgige Frontgebiet begünstigten die Verteidiger wesentlich, weswegen auch kleine Geländegewinne nur unter erheblichen Opfern erreicht werden konnten.
Die Idee, zur Vorbereitung von Infanterieangriffen besonders ausgebildete Stoßtrupps einzusetzen, wurde von der deutschen und österreich-ungarischen Armee übernommen. Von deren neuen Sturmeinheiten hatte der italienische Feldnachrichtendienst im März 1917 berichtet.
Die Bezeichnung ardito wurde ab 1916 einzelnen Frontsoldaten als besondere Auszeichnung zuerkannt. In der Folge verwendete man den Namen bei der Aufstellung und Ausbildung der ersten italienischen Stoßtrupps in Sdricca di Manzano bei Udine. Als eine Art selbständige Untergattung der Infanterie entstanden die Arditi formal am 29. Juli 1917. Ihre Angehörigen waren größtenteils Freiwillige, die eine bessere Ausrüstung, Ausbildung, Versorgung und Besoldung erhielten als die sonstige Infanterie. Sie blieben nur während ihrer kurzen, oft sehr verlustreichen Einsätze an der Front und mussten somit nicht ständig in Schützengräben ausharren. Außerdem standen ihnen für Verlegungen auch Lkws zur Verfügung. Die disziplinarischen Standards waren weit weniger streng als im Rest der Armee. Die Uniformen hatten im Unterschied zum damaligen Standard offene Kragen. Die Waffenfarbe der Arditi war Schwarz, als Emblem hatten sie einen Dolch oder einen Gladius. Wegen ihrer Leistungen einerseits und wegen ihrer Vorzugsbehandlung andererseits ergab sich oft ein sehr zwiespältiges Verhältnis zu Soldaten anderer Truppengattungen.
Die neue Truppe wurde in Kompanien und dann Bataillonen organisiert. In diesem Zusammenhang entsprach die Entwicklung weitgehend der der deutschen Sturmbataillone. In der Regel wurden die italienischen Sturmbataillone (reparti d’assalto) den Armeekorps zugeteilt und hatten auch deren Nummerierung. In anderen Fällen unterstanden sie einzelnen Armeekommandos unmittelbar. Darüber hinaus wurden in den Regimentern der Infanterie kleine Aufklärungs- und Stoßtrupps in Zugstärke geschaffen. Diese „Regiments-Arditi“ entsprachen eher dem ursprünglichen Stoßtruppkonzept mit seiner begrenzten Wirksamkeit. Besondere Ausrüstung der italienischen Sturmtruppe war der Arditidolch der im Grabenkampf häufig als einzige Waffe eingesetzt wurde.
Mitte 1918 entstanden aus 18 Sturmbataillonen zwei Sturmdivisionen, die zu einem Sturmkorps (Corpo d’armata d’assalto) zusammengefasst wurden. Im Oktober 1918 entschied im Wesentlichen die 1. Division die Schlacht von Vittorio Veneto, als sie auf dem linken Piaveufer den Brückenkopf in Sernaglia am 27. Oktober hielt und bis zum 29. Oktober ausbaute.

### Faschismus

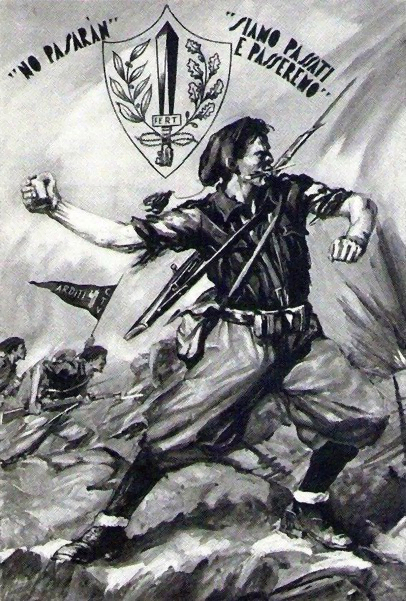
Propagandistische Darstellung faschistischer Arditi (Schwarzhemden) während des Spanischen Bürgerkriegs.

Bei Kriegsende hatte Italien rund 40 Sturmbataillone, die 1919 und 1920 im Rahmen der Demobilisierung aufgelöst wurden. Ein sehr großer Teil ihrer ehemaligen Angehörigen kam im Zivilleben nicht mehr zurecht und radikalisierte sich politisch. Ein Teil bildete unter der Bezeichnung Arditi eine rechtsradikale Organisation, die 1919 Gabriele D’Annunzio bei der Besetzung der Stadt Fiume half und dann Anteil an der faschistischen Machtergreifung hatte. Andere ehemalige Arditi tendierten zum Kommunismus und auch zur Anarchie und widersetzten sich dem faschistischen Terror der 1920er Jahre mit Waffengewalt. Sie bildeten die Organisation Arditi del Popolo. Diese Bezeichnung übernahmen zwischen 1943 und 1945 nochmals einige Gruppierungen der Resistenza.

### Weitere Entwicklung
In der Zwischenkriegszeit gab es im italienischen Heer keine Arditi-Verbände mehr. Die extremistischen Aktivitäten vieler Kriegsveteranen bewogen die monarchistisch eingestellte Militärführung, auf solche Einheiten ganz zu verzichten. Erst im September 1942 wurde ein 10. Arditi-Regiment als Kommandotruppe aufgestellt, das bis September 1943 wiederum Sondereinsätze hinter den feindlichen Linien durchführte. Auch die italienische Luftwaffe hatte im Zweiten Weltkrieg Spezialeinheiten mit der Bezeichnung Arditi.
Das heutige 9. Fallschirmjäger-Sturmregiment Col Moschin, eine Spezialeinheit des italienischen Heeres, steht noch in der Tradition der Arditi des Ersten Weltkriegs, trägt aber nicht mehr deren Namen. Die Bezeichnung ardito findet heute nur noch bei Soldaten Anwendung, die einen besonderen Jagdkampflehrgang (corso di ardimento) absolviert haben.